# Xã Oliver, Quận Huron, Michigan
Xã Oliver (tiếng Anh: Oliver Township) là một xã thuộc quận Huron, tiểu bang Michigan, Hoa Kỳ. Năm 2010, dân số của xã này là 1.483 người.